# Май декабрь
«Май декабрь» (англ. May December) — кинофильм американского режиссёра Тодда Хейнса, главные роли в котором исполнили Натали Портман и Джулианна Мур. Премьера картины состоялась в мае 2023 года на Каннском кинофестивале.

## Сюжет
Главные герои фильма — супруги Джо и Грейси, которые познакомились, когда Джо, будучи подростком, решил найти подработку и устроился в зоомагазин, где работала Грейси. Между подростком и взрослой женщиной завязывается роман, Джо всего лишь 13, а Грейси — 36, она замужем и воспитывает детей. Об их романе становится известно, и Грейси отправляют отбывать срок за совращение несовершеннолетнего, первого ребенка от Джо она рожает в тюрьме. События фильма разворачиваются, когда Джо уже 36. Пара воспитывает близнецов, готовящихся к выпускному, а их старшая дочь учится в колледже. Об их истории решают снять художественный фильм. Актриса, которая должна сыграть Грейси, приезжает к ним в гости, чтобы лучше подготовиться к роли, но её приезд ставит семейное счастье под угрозу.

## В ролях
- Натали Портман — Элизабет Берри
- Джулианна Мур — Грейси Атертон-Ю
- Чарльз Мелтон —  Джо Ю
- Кори Майкл Смит —  Джорджи
- Ди Дабл-ю Моффетт —  Том Атертон

## Производство и премьера
Проект был анонсирован в июне 2021 года. С самого начала было известно, что главные роли в фильме сыграют Натали Портман и Джулианна Мур, а в сентябре того же года к касту присоединился Чарльз Мелтон. Съёмки начались в ноябре 2022 года в Саванне (Джорджия).
Премьера фильма состоялась в мае 2023 года на Каннском кинофестивале в рамках основной конкурсной программы. 29 сентября 2023 года «Май, декабрь» был показан на открытии 61-го Нью-Йоркского кинофестиваля, 17 ноября он вышел в кинотеатрах, а 1 декабря — на Netflix.

## Награды и номинации
- 2023 — участие в конкурсной программе Каннского кинофестиваля.
- 2024 — номинация на премию «Оскар» за лучший оригинальный сценарий (Сэми Бёрч, Алекс Меканик).
- 2024 — 4 номинации на премию «Золотой глобус»: лучший фильм — комедия или мюзикл, лучшая женская роль в комедии или мюзикле (Натали Портман), лучшая женская роль второго плана (Джулианна Мур), лучшая мужская роль второго плана (Чарльз Мелтон).
- 2024 — три номинации на премию «Выбор критиков»: лучший оригинальный сценарий (Сэми Бёрч), лучшая актриса второго плана (Джулианна Мур), лучший актёр второго плана (Чарльз Мелтон).
- 2024 — 5 номинаций на премию «Спутник»: лучший фильм — драма, лучший оригинальный сценарий (Сэми Бёрч), лучшая женская роль в драме (Натали Портман), лучшая женская роль второго плана (Джулианна Мур), лучшая мужская роль второго плана (Чарльз Мелтон).
- 2024 — премия «Независимый дух» за лучший дебютный сценарий (Сэми Бёрч, Алекс Меканик), а также 4 номинации: лучший фильм, лучший режиссёр (Тодд Хейнс), лучшая женская роль (Натали Портман), лучшая мужская роль второго плана (Чарльз Мелтон).
- 2024 — премия Лондонского кружка кинокритиков лучшему актёру второго плана (Чарльз Мелтон), а также две номинации за лучший фильм и за лучшую женскую роль второго плана (Джулианна Мур).
- 2024 — премия AFI Awards за лучший фильм года.
- 2024 — номинация на премию Гильдии сценаристов США за лучший оригинальный сценарий (Сэми Бёрч, Алекс Меканик).